# Джентълмени с късмет
„Джентълмени с късмет“ (на руски: Джентельмены удачи) е съветска комедия, заснета през 1971 г. от режисьора Александър Сери в студиото „Мосфилм“. Сценаристи са Георгий Данелия и Виктория Токарева.
През 1972 година филмът става един от най-популярните съветски кинопроекти с близо 65,2 милиона зрители в кината.

## Сюжет
Филмът проследява историята на любезен директор на детска градина на име Трошкин, който прилича точно на жесток престъпник с прякор Доцент, откраднал шлема на Александър Македонски при археологически разкопки. Доцент и бандата му са заловени от полицията, но Доцент е затворен в различен затвор от приятелите си. Тъй като Трошкин изглежда идентичен с Доцент, полицията го изпраща под прикритие в затвора с истинските престъпници, за да получи информация за откраднатия шлем. Той трябва да се преструва на истинския престъпник Доцент, така че, за да бъде убедителен, Трошкин, добре образован и добродушен човек, трябва да научи жаргона и маниерите на престъпниците.

## Създатели
- Сценаристи: Георги Данелия, Виктория Токарева
- Сценичен режисьор: Александър Сери
- Главен оператор: Георги Куприянов
- Водещ художник: Борис Немечек
- Художник на костюмите: Валентин Перельотов
- Композитор: Генадий Гладков
- Звукоинженер: Василий Костелцев
- Оркестър: Вадим Людвиковски
- Режисьор: К. Старостин
- Оператор: Виктор Пищалников
- Редакция: М. Ренкова
- Грим: Г. Пригожин
- Костюми: Валентин Перельотов
- Декоратор: Е. Немечек
- Асистенти:
  - режисьор: М. Набоков
  - Оператор: М. Агранович, А. Коротков
- Трикова фотография:
  - оператор: В. Жанов
  - художник: С. Мухин
- Редактор: И. Сергиевская
- Консултанти:
  - полицейски комисар от 3 ранг: А. Волков
  - полковник: И. Голобородко
- Режисьор на картината: А. Димидова

## Гласове
- Евгений Леонов – Евгений Иванович Трошкин, ръководител на детската градина / Доцента (Сан Санич Бели), крадец рецидивист
- Георгий Вицин – Хмир (Гаврила Петрович Шереметьев), съучастник на Доцента
- Савелий Крамаров – Наклонен (Фьодор Петрович Ермаков), съучастник на Доцента
- Раднер Муратов – Василий Алибабаевич Алибаба, дребен мошеник
- Владимир Уан-Зо-Лий – ръководител на централноазиатската колония
- Ераст Гарин – Николай Георгиевич Малцев, професор-археолог
- Наталия Фатеева – Людмила Николаевна Малцева, дъщеря на професор
- Олег Видов – Владимир Николаевич Славин, старши лейтенант на полицията
- Николай Олялин – Н. Г. Верченко, полковник от полицията
- Любов Соколова – ръководител на ЦДГ Навукасина
- Анатоли Папанов - летовник в хотел в град Навукасин, загубил костюма си от Хмир на шах

## Римейк
През 2012 г. излиза римейк на филма, наречен „Джентълмени с късмет!“, в който действието се развива в 2012 г. Филмът получава отрицателни отзиви от критиците.

## Технически данни
- Продукция: Мосфилм
- Игрален филм, едносериен, телевизионен, цветен